# Rafael Haarla
Toivo Rafael Waldemar Haarla, född 6 mars 1876 i Korpilax, död 1 juni 1938 i Helsingfors, var en finsk industriman.
Rafael Haarla grundade 1903 pappersförädlingsföretget Raf. Haarla Oy. År 1920 uppförde han ett pappersbruk och 1929 anlade han en cellulosafabrik i Laukas (1929). År 1929 förvärvade han aktiemajoriteten i Lojo och Kotka cellulosafabriker.
Haarla hade en framskjuten position inom Lapporörelsen. Han ogillade "marxistiska" arbetare i sina fabriker och därför utvecklade han ett system som innebar att de anställda kunde få ta del av företagets vinster.